# Resolució 1090 del Consell de Seguretat de les Nacions Unides
La Resolució 1090 del Consell de Seguretat de les Nacions Unides, adoptada en sessió privada el 13 de desembre de 1996, havent considerat la qüestió sobre la recomanació relativa al nomenament del Secretari General, el Consell va recomanar a la Assemblea General que el Sr. Kofi Annan foss nomenat Secretari General per un període des de l'1 de gener de 1997 fins al 31 de desembre de 2001.
Kofi Annan, un diplomàtic de Ghana, va ser el setè Secretari General de les Nacions Unides. Els Estats Units van vetar un segon terme per al seu predecessor, Boutros Boutros-Ghali, per falta de reforma de la institució.
Va ser la primera vegada que una resolució del Consell de Seguretat va ser adoptada per aclamació.